# Liste der Einträge im National Register of Historic Places im Tyler County (West Virginia)
Diese Liste der Einträge im National Register of Historic Places im Tyler County (West Virginia) enthält alle im Tyler County, West Virginia in das National Register of Historic Places eingetragenen Gebäude, Bauwerke, Objekte, Stätten oder historischen Distrikte.
Diese Liste entspricht dem Bearbeitungsstand des National Park Service/National Register of Historic Places vom 27. September 2024.

## Legende
| NRHP | Historic Place             |
| HD   | National Historic District |

## Aktuelle Einträge
| [ 2 ] | Name                             | Bild                             | Eintragsdatum                 | Lage                                                                                               | Ort          | Beschreibung |
| ----- | -------------------------------- | -------------------------------- | ----------------------------- | -------------------------------------------------------------------------------------------------- | ------------ | ------------ |
| 1     | E. A. Durham House               | weitere Bilder                   | 19. Juni 1973 ID-Nr. 73001924 | 110 Chelsea St. 39° 33′ 6″ N, 81° 0′ 2″ W                                                          | Sistersville |              |
| 2     | Friendly City Building and Jail  | Friendly City Building and Jail  | 22. Nov. 1999 ID-Nr. 99001404 | West Virginia Route 2, Orchard St. 39° 30′ 55,4″ N, 81° 3′ 35″ W                                   | Friendly     |              |
| 3     | Middlebourne Historic District   | Middlebourne Historic District   | 9. Juli 1993 ID-Nr. 93000613  | Main, East und Dodd Sts. 39° 29′ 34″ N, 80° 54′ 38″ W                                              | Middlebourne |              |
| 4     | Sistersville City Hall           | Sistersville City Hall           | 5. Okt. 1972 ID-Nr. 72001292  | City Sq., Main und Diamond Sts. 39° 33′ 53″ N, 80° 59′ 47″ W                                       | Sistersville |              |
| 5     | Sistersville Historic District   | Sistersville Historic District   | 13. Aug. 1975 ID-Nr. 75001899 | am Ohio River zwischen Catherine an beiden Seiten der Virginia Street 39° 33′ 55″ N, 80° 59′ 45″ W | Sistersville |              |
| 6     | Tyler County Courthouse and Jail | Tyler County Courthouse and Jail | 23. Juni 1980 ID-Nr. 80004044 | Main und Dodd Sts. 39° 29′ 31″ N, 80° 54′ 14″ W                                                    | Middlebourne |              |
| 7     | Wells Inn                        | Wells Inn                        | 5. Okt. 1972 ID-Nr. 72001293  | 316 Charles St. 39° 33′ 48″ N, 80° 59′ 55″ W                                                       | Sistersville |              |
| 8     | William Wells House              | William Wells House              | 21. Juli 1987 ID-Nr. 87001176 | West Virginia Route 18 39° 26′ 5,5″ N, 80° 49′ 31″ W                                               | Tyler        |              |
| 9     | Wells-Schaff House               | Wells-Schaff House               | 7. Jan. 1986 ID-Nr. 86000054  | 500 S. Wells 39° 33′ 26″ N, 81° 0′ 19″ W                                                           | Sistersville |              |
| 10    | Wells-Twyford House              |                                  | 29. Apr. 1991 ID-Nr. 91000447 | Straßenkreuzung der West Virginia Route 2 und Kahle Street 39° 32′ 57″ N, 81° 0′ 50″ W             | Sistersville |              |